# كارل شنايدر (مقاوم)
كارل شنايدر (بالألمانية: Karl Schneider)‏ هو ثوري ألماني، ولد في 27 يونيو 1869 في إيتنهايم في ألمانيا، وتوفي في 5 نوفمبر 1940 في معسكر الاعتقال داكاو في ألمانيا.